# Deontologia jurídica
A deontologia jurídica é a ciência que cuida dos deveres e dos direitos dos operadores do direito, bem como de seus fundamentos éticos e legais. Etimologicamente, deontologia significa ciência dos deveres. Assim, deontologia jurídica é essa ciência aplicada àqueles que exercem alguma profissão jurídica, em especial os advogados, magistrados e promotores de justiça.

## A ética do advogado
Há duas espécies de requisitos que o indivíduo deve preencher para exercer a profissão de advogado: os legais e os pessoais. Os requisitos legais para o exercício da advocacia (ou seja, os decorrentes da lei: diploma de graduação em Direito, etc.) conferem ao profissional capacidade técnica e capacidade legal para o exercício da profissão. Quanto aos requisitos pessoais, estes não têm previsão legal, e dizem respeito à personalidade do advogado, aos seus atributos morais e intelectuais.
Para Jean Appleton, o advogado deve possuir três qualidades fundamentais: 1. cultura geral, 2. amor à profissão e 3. demonstração de gosto pelo seu trabalho.
No Brasil, a disciplina legal da profissão de advogado encontra-se na Lei nº 8.906/94 (Estatuto da Advocacia e a Ordem dos Advogados do Brasil) e no Código de Ética e Disciplina editado pelo Conselho Federal da Ordem dos Advogados do Brasil. Outras leis, como por exemplo o Código de Processo Civil, trazem algumas disposições a respeito.
Em Portugal, como em todos os países pertencentes à União Europeia, os advogados encontram-se submetidos ao Código de Ética dos Advogados Europeus.

## A ética do magistrado
O dever fundamental do magistrado é o de exercer a jurisdição, que lhe foi confiada no momento da investidura no cargo. Todos os outros deveres que a lei impõe ao juiz constituem, em última análise, meios para que seja cumprido esse dever.
Outro dever fundamental do juiz, só não mais importante do que o primeiro, é o de conhecer o direito.
As regras relativas à profissão de juiz, no Brasil, encontram-se na Lei Complementar nº 35/79 (Lei Orgânica da Magistratura Nacional), e espalhadas também em outros diplomas legais, sobretudo nos Códigos de Processo Civil, Penal e Penal Militar, além do Código Eleitoral.

## A ética do promotor de justiça
Como primeiros deveres do promotor de justiça, e dos demais membros do Ministério Público, está o pleno desenvolvimento de suas funções e a fiel observância da Constituição Federal e das leis.
No Brasil, regula a ética do promotor de justiça, principalmente, o Código Nacional de Ética do Ministério Público.

## Alguns livros de Deontologia Jurídica
- Luiz Lima Langaro: Curso de Deontologia Jurídica.
- José Renato Nalini: Ética Geral e Profissional.
- Rui Barbosa: O Dever do Advogado.
- Piero Calamandrei: Eles, os Juízes, Nós, os Advogados.
- Hugo Nigro Mazzilli: O Ministério Público na Constituição de 1988.